# Corallocarpus welwitschii
Corallocarpus welwitschii är en gurkväxtart som först beskrevs av Naud., och fick sitt nu gällande namn av Joseph Dalton Hooker. Corallocarpus welwitschii ingår i släktet Corallocarpus, och familjen gurkväxter. Inga underarter finns listade i Catalogue of Life.